# Siccieu-Saint-Julien-et-Carisieu
Siccieu-Saint-Julien-et-Carisieu település Franciaországban, Isère megyében. Lakosainak száma 601 fő (2022. január 1.). Siccieu-Saint-Julien-et-Carisieu Annoisin-Chatelans, Crémieu, Dizimieu, Optevoz, Soleymieu és Trept községekkel határos.

## Népesség
A település népessége az elmúlt években az alábbi módon változott:
| Lakosok száma | 247  | 301  | 377  | 552  | 602  | 600  | 583  | 583  | 586  | 601  |
|               | 1968 | 1982 | 1990 | 2006 | 2013 | 2015 | 2017 | 2019 | 2020 | 2022 |